# Pteralopex flanneryi
Pteralopex flanneryi (Helgen, 2005) è un pipistrello appartenente alla famiglia degli Pteropodidi, endemico di alcune delle Isole Salomone.

## Descrizione

### Dimensioni
Pipistrello di grandi dimensioni, con la lunghezza della testa e del corpo tra 247 e 285 mm, la lunghezza dell'avambraccio tra 159 e 169 mm e un peso fino a 790 g.

### Aspetto
La pelliccia è relativamente corta ed è schiacciata sulla schiena. Il colore generale del corpo è nerastro, talvolta con il petto cosparso di peli con la punta biancastra o giallastra. Il muso è lungo ed affusolato, gli occhi sono grandi. Le orecchie sono esposte. È privo di coda, mentre l'uropatagio è ridotto ad una sottile membrana lungo la parte interna degli arti inferiori. Gli individui di questa specie sono stati per anni inclusi nella specie P. anceps, dalla quale si distingue per i denti masticatori più grandi e dai canini meno sviluppati.

## Biologia

### Comportamento
Si rifugia solitariamente nel fogliame, oppure nelle cavità di grandi alberi del genere Ficus.

### Alimentazione
Si nutre di Noci da cocco giovani.

## Distribuzione e habitat
Questa specie è diffusa in alcune delle Isole Salomone: Bougainville, Puruata, Buka, Choiseul, Santa Isabel e Barora Fa.
Vive nelle foreste mature indisturbate fino a 200 metri di altitudine.

## Conservazione
La IUCN Red List, considerato il declino di oltre l'80% della sua popolazione negli ultimi 15 anni a causa della distruzione del proprio habitat e della caccia, classifica P. flanneryi come specie in grave pericolo (CR).